# Frédéric Henry de Chapman
Pour les articles homonymes, voir Chapman.
Frédéric Henry de Chapman, en suédois Frederik Henrik af Chapman (9 septembre 1721 à Göteborg – 19 août 1808), était un marin suédois.

## Biographie
Amiral suédois, il s'occupait spécialement de la construction des vaisseaux. Il alla en Angleterre pour se perfectionner. Son habileté était telle que Gustave III lui confia la direction des chantiers de la marine suédoise. Il construisit ainsi 24 vaisseaux de ligne et en restaura nombre d'anciens.

## Publications

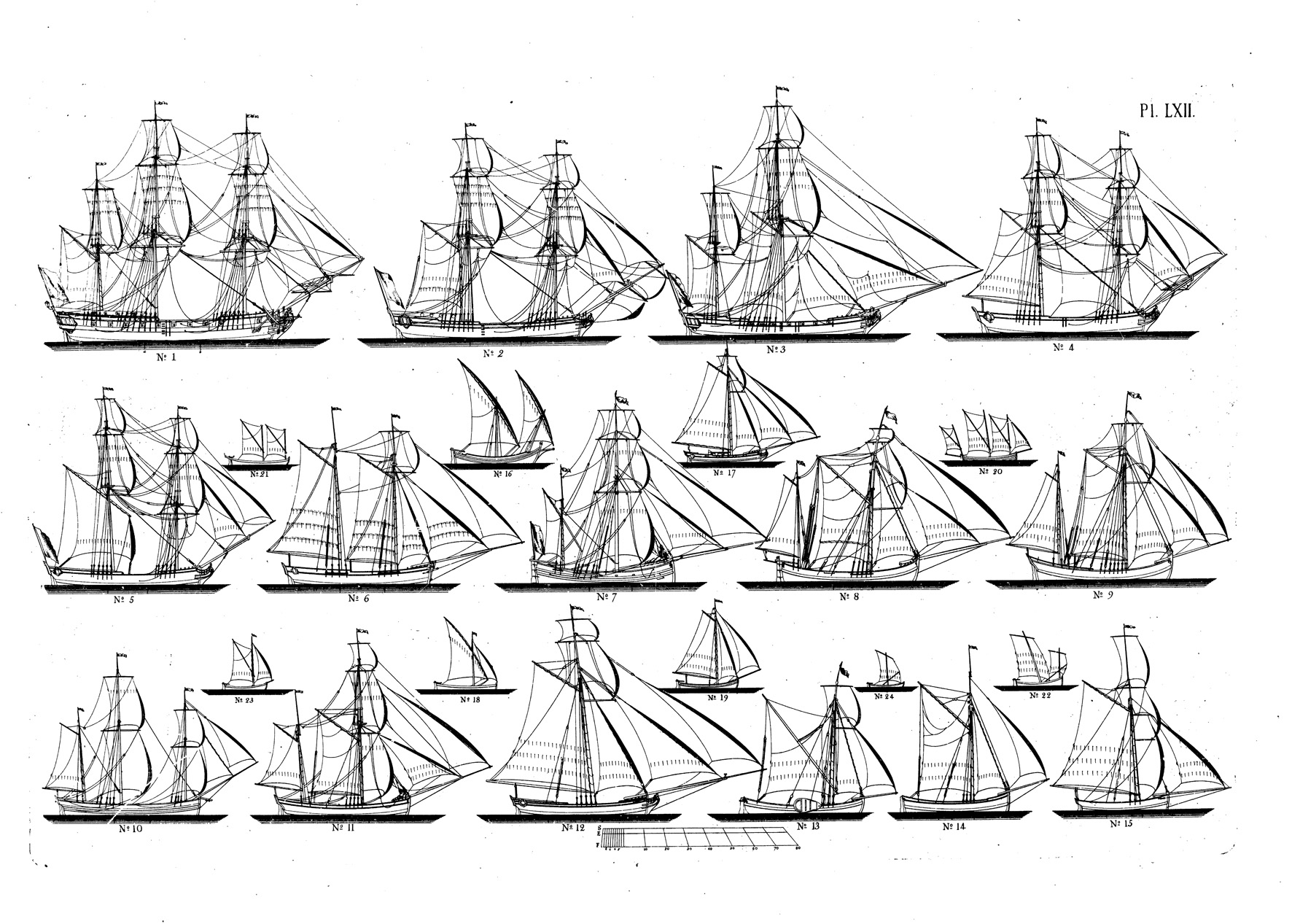
Une planche tirée de lArchitectura Navalis Mercatoria, 1768.

- Traité de la construction des vaisseaux. Avec des éclaircissements & démonstrations touchant l'ouvrage intitulé : Architectura Navalis Mercatoria, & C. Traduit du suédois, publié avec quelques notes et additions… par M. Honoré Sébastien Vial de Clairbois. Brest, Malassis, 1781.

- Notices d'autorité :   - VIAF
  - ISNI
  - BnF (données)
  - IdRef
  - LCCN
  - GND
  - Belgique
  - Pays-Bas
  - Pologne
  - Israël
  - NUKAT
  - Suède
  - Australie
  - Norvège
  - Tchéquie
  - WorldCat